# Paul Daisuke Narui
Paul Daisuke Narui SVD (Iwakura, 24 de novembro de 1973) é um ministro japonês e bispo católico romano de Niigata.
Paul Daisuke Narui entrou no seminário para meninos dos Missionários Steyler em 1986 e fez sua profissão perpétua em 9 de março de 2000 nesta comunidade religiosa. De 1997 a 2001 ele estudou na Universidade de Nanzan e obteve uma licença em teologia moral. Em 10 de março de 2001 recebeu o Sacramento da Ordem na Igreja de Nanzan em Nagoya.
Ele ministrou no Japão até 2004 e depois passou dois anos nos Estados Unidos para treinamento adicional. De 2006 a 2008 foi prefeito dos postulantes de sua comunidade religiosa e até 2011 dos religiosos de votos temporários. Além de várias funções que assumiu em sua província religiosa, trabalhou para a Caritas Japão de 2006 a 2015. Nessa função, ele foi responsável pela distribuição de suprimentos de socorro às áreas afetadas após o terremoto de Tohoku em 2011. De 2015 até sua nomeação como bispo, foi Secretário de Justiça e Paz da Cúria Geral dos Missionários Steyler em Roma.
O Papa Francisco o nomeou Bispo de Niigata em 31 de maio de 2020. O Arcebispo de Tóquio, seu predecessor Tarcisio Isao Kikuchi SVD, consagrou-o bispo em 22 de setembro de 2020 na Catedral de Niigata. Os co-consagradores foram o Bispo de Yokohama, Rafael Masahiro Umemura, e o Bispo de Sapporo, Bernard Taiji Katsuya.